# Campeonato Ecuatoriano de Fútbol Serie B 2013
El Campeonato Nacional Serie B de Fútbol 2013, cuyo nombre comercial fue «Copa Pilsener Serie B 2013», fue la trigésima sexta (36.a) edición de la Serie B de la segunda división del fútbol profesional ecuatoriano en que este torneo se realizó bajo la denominación de Nacional consistió de 2 etapas: todos contra todos, en la primera y segunda etapa, el campeón y vicecampeón (1.° y 2.° en la tabla general) ascendieron a la Serie A de la siguiente temporada. Comenzó a disputarse el 22 de febrero y finalizó el 24 de noviembre.

## Sistema de juego
El Campeonato Nacional de la Serie B 2013 se jugó en dos etapas.
El Campeonato Nacional de la Serie B 2013, según lo establecido, fue jugado por 12 equipos que se disputaron el ascenso en dos etapas. En total se jugaron 44 fechas que iniciaron el 22 de febrero.
La primera etapa se jugó todos contra todos (22 fechas).
La segunda etapa se jugó de igual manera que la primera todos contra todos (22 fechas).
Concluidas las 44 fechas del torneo los 2 primeros de la tabla general ascendieron a la Serie A  de 2014. El primero de la tabla general fue proclamado el campeón; el segundo mejor ubicado fue declarado subcampeón.
El descenso fue para los equipos con peor puntaje en la tabla general al concluirse las 44 fechas, perdieron la categoría y disputaron la Segunda Categoría en la temporada 2014.

## Relevo anual de clubes
| Pos  | Descendidos de la Serie A |
| ---- | ------------------------- |
| 11.º | Técnico Universitario     |
| 12.º | Olmedo                    |

| Pos | Ascendidos de la Serie B |
| --- | ------------------------ |
| 1.º | Universidad Católica     |
| 2.º | Deportivo Quevedo        |

| Pos | Descendidos de la Serie B               |
| --- | --------------------------------------- |
| 5.º | Rocafuerte                              |
| 6.º | Valle del Chota (Suspendido por 5 años) |

| Pos | Ascendidos de la Segunda Categoría |
| --- | ---------------------------------- |
| 1.º | Aucas                              |
| 2.º | Municipal Cañar                    |

## Equipos participantes
| Nombre del club       | Ciudad        | Provincia     | Entrenador             | Estadio                  | Capacidad | Marca      | Patrocinador                                        |
| --------------------- | ------------- | ------------- | ---------------------- | ------------------------ | --------- | ---------- | --------------------------------------------------- |
| Aucas                 | Quito         | Pichincha     | Darwin Veloz           | Chillogallo              | 21.000    | Aurik      | DirecTV                                             |
| Deportivo Azogues     | Azogues       | Cañar         | José Antonio Ortiz     | Jorge Andrade Cantos     | 15.000    | Rodeport   | Sin patrocinador                                    |
| Espoli                | Santo Domingo | Santo Domingo | Reinerio Márquez       | Olímpico (Santo Domingo) | 12.000    | Sin Marca  | Sin patrocinador                                    |
| Ferroviarios          | Durán         | Guayas        | Eduardo Granda         | Pablo Sandiford          | 2.000     | Spric      | Tubos Pacífico                                      |
| Grecia                | Chone         | Manabí        | José Eugenio Zambrano  | Los Chonanas             | 3.000     | Spric      | Industria Lojana de Especerías (Ile) C.A.           |
| Imbabura              | Ibarra        | Imbabura      | Sixto Vizuete          | Olímpico (Ibarra)        | 18.600    | Mega Sport | El Palacio de los Juguetes                          |
| Municipal Cañar       | Cañar         | Cañar         | Segundo Cirilo Montaño | Municipal 26 de Enero    | 7.000     | Rodeport   | Alcaldía de Cañar                                   |
| Mushuc Runa           | Ambato        | Tungurahua    | César Vigevani         | Bellavista               | 18.000    | AESA       | Cooperativa de Ahorro y Crédito Mushuc Runa         |
| Olmedo                | Riobamba      | Chimborazo    | Héctor González        | Olímpico (Riobamba)      | 18.000    | Reusch     | Cooperativa de Ahorro y Crédito Acción Rural Ltda.  |
| River Plate Ecuador   | Guayaquil     | Guayas        | Humberto Pizarro       | La Fortaleza             | 1.700     | Astro      | Prima Electronics                                   |
| Técnico Universitario | Ambato        | Tungurahua    | Paúl Vélez             | Bellavista               | 18.000    | Astro      | Cooperativa de Ahorro y Crédito San Francisco Ltda. |
| UT de Cotopaxi        | Salcedo       | Cotopaxi      | Alcides de Oliveira    | Carlos Alberto Tamayo    | 8.000     | Sin Marca  | Sin patrocinador                                    |

### Equipos por provincias
| Provincia                      | N.º | Equipos                             |
| ------------------------------ | --- | ----------------------------------- |
| Guayas                         | 2   | Ferroviarios y River Plate Ecuador  |
| Cañar                          | 2   | Deportivo Azogues y Municipal Cañar |
| Tungurahua                     | 2   | Mushuc Runa y Técnico Universitario |
| Pichincha                      | 1   | Aucas                               |
| Chimborazo                     | 1   | Olmedo                              |
| Cotopaxi                       | 1   | Universidad Técnica de Cotopaxi     |
| Imbabura                       | 1   | Imbabura                            |
| Manabí                         | 1   | Grecia                              |
| Santo Domingo de los Tsáchilas | 1   | Espoli                              |

## Primera etapa

### Clasificación
| Pos. | Equipo                | Pts. | PJ | PG | PE | PP | GF | GC | Dif. |
| ---- | --------------------- | ---- | -- | -- | -- | -- | -- | -- | ---- |
| 1.º  | Mushuc Runa           | 51   | 22 | 17 | 0  | 5  | 30 | 17 | 13   |
| 2.º  | Olmedo                | 47   | 22 | 15 | 2  | 5  | 44 | 26 | 18   |
| 3.º  | Aucas                 | 42   | 22 | 13 | 3  | 6  | 34 | 21 | 13   |
| 4.º  | River Plate Ecuador   | 37   | 22 | 11 | 4  | 7  | 29 | 20 | 9    |
| 5.º  | Imbabura              | 33   | 22 | 10 | 3  | 9  | 30 | 26 | 4    |
| 6.º  | Técnico Universitario | 30   | 22 | 8  | 6  | 8  | 32 | 32 | 0    |
| 7.º  | UTC                   | 26   | 22 | 7  | 5  | 10 | 20 | 25 | −5   |
| 8.º  | Espoli                | 25   | 22 | 7  | 4  | 11 | 22 | 26 | −4   |
| 9.º  | Municipal Cañar       | 24   | 22 | 7  | 3  | 12 | 26 | 34 | −8   |
| 10.º | Grecia                | 22   | 22 | 6  | 4  | 12 | 14 | 27 | −13  |
| 11.º | Deportivo Azogues     | 19   | 22 | 5  | 4  | 13 | 18 | 35 | −17  |
| 12.º | Ferroviarios          | 18   | 22 | 4  | 6  | 12 | 23 | 33 | −10  |

### Evolución de la clasificación
| Equipo / Fecha        | 01 | 02 | 03 | 04 | 05 | 06 | 07 | 08 | 09 | 10 | 11 | 12 | 13 | 14 | 15 | 16 | 17 | 18 | 19 | 20 | 21 | 22 |
| --------------------- | -- | -- | -- | -- | -- | -- | -- | -- | -- | -- | -- | -- | -- | -- | -- | -- | -- | -- | -- | -- | -- | -- |
| Mushuc Runa           | 4  | 9  | 4  | 2  | 1  | 2  | 2  | 1  | 2  | 1  | 1  | 1  | 1  | 1  | 1  | 1  | 1  | 1  | 1  | 2  | 1  | 1  |
| Olmedo                | 3  | 6  | 8  | 11 | 6  | 3  | 6  | 3  | 3  | 2  | 2  | 2  | 2  | 2  | 2  | 2  | 2  | 2  | 2  | 1  | 2  | 2  |
| Aucas                 | 12 | 8  | 3  | 5  | 7  | 5  | 3  | 4  | 4  | 4  | 4  | 4  | 4  | 4  | 4  | 3  | 3  | 4  | 3  | 3  | 3  | 3  |
| River Plate EC        | 9  | 3  | 1  | 1  | 2  | 1  | 1  | 2  | 1  | 3  | 3  | 3  | 3  | 3  | 3  | 4  | 4  | 3  | 4  | 4  | 4  | 4  |
| Imbabura              | 6  | 10 | 12 | 9  | 11 | 12 | 12 | 11 | 12 | 10 | 11 | 7  | 6  | 7  | 6  | 5  | 6  | 5  | 5  | 5  | 5  | 5  |
| Técnico Universitario | 11 | 4  | 6  | 3  | 4  | 6  | 7  | 9  | 6  | 5  | 5  | 5  | 5  | 5  | 5  | 6  | 5  | 6  | 6  | 6  | 6  | 6  |
| UTC                   | 8  | 11 | 5  | 7  | 10 | 7  | 8  | 10 | 10 | 12 | 8  | 10 | 9  | 8  | 8  | 7  | 7  | 7  | 7  | 7  | 9  | 7  |
| Espoli                | 1  | 1  | 2  | 4  | 8  | 10 | 10 | 6  | 7  | 9  | 10 | 9  | 10 | 10 | 10 | 9  | 9  | 9  | 9  | 9  | 7  | 8  |
| Municipal Cañar       | 7  | 2  | 7  | 10 | 12 | 9  | 5  | 7  | 9  | 6  | 6  | 6  | 7  | 6  | 7  | 8  | 8  | 8  | 8  | 8  | 8  | 9  |
| Grecia                | 2  | 5  | 9  | 12 | 9  | 11 | 11 | 8  | 8  | 11 | 12 | 12 | 12 | 12 | 11 | 11 | 11 | 11 | 11 | 10 | 10 | 10 |
| Deportivo Azogues     | 10 | 7  | 10 | 6  | 3  | 4  | 4  | 5  | 5  | 7  | 7  | 8  | 8  | 9  | 9  | 10 | 10 | 10 | 10 | 11 | 11 | 11 |
| Ferroviarios          | 5  | 12 | 11 | 8  | 5  | 8  | 9  | 12 | 11 | 8  | 9  | 11 | 11 | 11 | 12 | 12 | 12 | 12 | 12 | 12 | 12 | 12 |

### Resultados
|  | Ferroviarios    | 2 - 2 | Imbabura              |  | Pablo Sandiford          | 23 de febrero | 11:30 | Caravana TV |
|  | Grecia          | 2 - 0 | Aucas                 |  | Los Chonanas             | 23 de febrero | 14:00 | Caravana TV |
|  | Espoli          | 3 - 1 | Técnico Universitario |  | Olímpico (Santo Domingo) | 23 de febrero | 14:00 | No tiene    |
|  | Municipal Cañar | 1 - 1 | UTC                   |  | Municipal 26 de Enero    | 23 de febrero | 15:00 | No tiene    |
|  | Mushuc Runa     | 1 - 0 | Deportivo Azogues     |  | Bellavista               | 23 de febrero | 15:00 | No tiene    |
|  | Olmedo          | 2 - 1 | River Plate EC        |  | Olímpico (Riobamba)      | 23 de febrero | 19:00 | No tiene    |

|  | Deportivo Azogues     | 1 - 0 | Grecia          |  | Jorge Andrade Cantos | 1 de marzo | 19:00 | No tiene    |
|  | Técnico Universitario | 7 - 3 | Ferroviarios    |  | Bellavista           | 1 de marzo | 20:00 | No tiene    |
|  | River Plate EC        | 4 - 0 | Mushuc Runa     |  | La Fortaleza         | 2 de marzo | 14:00 | Caravana TV |
|  | Imbabura              | 1 - 2 | Municipal Cañar |  | Olímpico (Ibarra)    | 2 de marzo | 16:00 | No tiene    |
|  | UTC                   | 0 - 3 | Espoli          |  | Bellavista           | 3 de marzo | 11:30 | No tiene    |
|  | Aucas                 | 1 - 0 | Olmedo          |  | Chillogallo          | 3 de marzo | 14:00 | Gama TV     |

|  | Olmedo          | 2 - 2 | Técnico Universitario |  | Olímpico (Riobamba)   | 8 de marzo  | 19:00 | No tiene       |
|  | Ferroviarios    | 2 - 2 | UTC                   |  | Pablo Sandiford       | 9 de marzo  | 11:30 | DirecTV Sports |
|  | Municipal Cañar | 1 - 2 | Espoli                |  | Municipal 26 de Enero | 9 de marzo  | 15:00 | No tiene       |
|  | Grecia          | 1 - 2 | River Plate EC        |  | Los Chonanas          | 9 de marzo  | 15:00 | No tiene       |
|  | Mushuc Runa     | 2 - 1 | Imbabura              |  | Bellavista            | 9 de marzo  | 15:30 | No tiene       |
|  | Aucas           | 2 - 0 | Deportivo Azogues     |  | Chillogallo           | 10 de marzo | 12:00 | Gama TV        |

|  | River Plate EC        | 3 - 1 | Aucas           |  | La Fortaleza             | 13 de marzo | 14:00 | DirecTV Sports |
|  | Espoli                | 1 - 2 | Ferroviarios    |  | Olímpico (Santo Domingo) | 13 de marzo | 14:00 | No tiene       |
|  | UTC                   | 0 - 1 | Mushuc Runa     |  | Olímpico (Riobamba)      | 13 de marzo | 16:00 | No tiene       |
|  | Imbabura              | 2 - 0 | Olmedo          |  | Olímpico (Ibarra)        | 13 de marzo | 19:00 | No tiene       |
|  | Deportivo Azogues     | 1 - 0 | Municipal Cañar |  | Jorge Andrade Cantos     | 13 de marzo | 19:30 | No tiene       |
|  | Técnico Universitario | 3 - 0 | Grecia          |  | Bellavista               | 13 de marzo | 20:00 | No tiene       |

|  | Olmedo            | 2 - 1 | UTC                   |  | Olímpico (Riobamba)  | 17 de marzo | 12:00 | No tiene       |
|  | Deportivo Azogues | 2 - 0 | River Plate EC        |  | Jorge Andrade Cantos | 17 de marzo | 12:00 | No tiene       |
|  | Mushuc Runa       | 2 - 1 | Espoli                |  | Bellavista           | 17 de marzo | 12:00 | No tiene       |
|  | Aucas             | 1 - 1 | Técnico Universitario |  | Chillogallo          | 17 de marzo | 12:00 | Gama TV        |
|  | Ferroviarios      | 2 - 1 | Municipal Cañar       |  | Pablo Sandiford      | 17 de marzo | 14:15 | DirecTV Sports |
|  | Grecia            | 3 - 2 | Imbabura              |  | Los Chonanas         | 17 de marzo | 15:00 | No tiene       |

|  | Técnico Universitario | 1 - 1 | Deportivo Azogues |  | Bellavista               | 22 de marzo | 20:00 | No tiene       |
|  | River Plate EC        | 1 - 0 | Ferroviarios      |  | La Fortaleza             | 23 de marzo | 11:30 | DirecTV Sports |
|  | UTC                   | 2 - 0 | Grecia            |  | Olímpico (Riobamba)      | 23 de marzo | 12:00 | No tiene       |
|  | Espoli                | 2 - 4 | Olmedo            |  | Olímpico (Santo Domingo) | 23 de marzo | 14:00 | No tiene       |
|  | Municipal Cañar       | 2 - 0 | Mushuc Runa       |  | Municipal 26 de Enero    | 23 de marzo | 15:00 | No tiene       |
|  | Imbabura              | 1 - 2 | Aucas             |  | Olímpico (Ibarra)        | 24 de marzo | 14:00 | Ecuador TV     |

|  | River Plate EC    | 1 - 0 | Técnico Universitario |  | La Fortaleza              | 30 de marzo | 10:00 | DirecTV Sports |
|  | Mushuc Runa       | 1 - 0 | Ferroviarios          |  | Bellavista                | 30 de marzo | 11:00 | No tiene       |
|  | Grecia            | 0 - 0 | Espoli                |  | Los Chonanas              | 30 de marzo | 15:00 | No tiene       |
|  | Olmedo            | 0 - 1 | Municipal Cañar       |  | Olímpico (Riobamba)       | 30 de marzo | 16:00 | No tiene       |
|  | Deportivo Azogues | 0 - 0 | Imbabura              |  | Alejandro Serrano Aguilar | 31 de marzo | 11:30 | No tiene       |
|  | Aucas             | 2 - 0 | UTC                   |  | Chillogallo               | 31 de marzo | 14:15 | Gama TV        |

|  | Imbabura              | 1 - 0 | River Plate EC    |  | Olímpico (Ibarra)        | 5 de abril | 19:00 | No tiene       |
|  | Técnico Universitario | 0 - 2 | Mushuc Runa       |  | Bellavista               | 5 de abril | 20:00 | No tiene       |
|  | Ferroviarios          | 0 - 1 | Olmedo            |  | Pablo Sandiford          | 6 de abril | 11:30 | DirecTV Sports |
|  | Municipal Cañar       | 1 - 2 | Grecia            |  | Municipal 26 de Enero    | 6 de abril | 15:00 | América Visión |
|  | UTC                   | 1 - 1 | Deportivo Azogues |  | Olímpico (Riobamba)      | 6 de abril | 16:00 | No tiene       |
|  | Espoli                | 2 - 0 | Aucas             |  | Olímpico (Santo Domingo) | 7 de abril | 12:00 | No tiene       |

|  | Deportivo Azogues     | 0 - 0 | Espoli          |  | Jorge Andrade Cantos | 12 de abril | 19:30 | No tiene       |
|  | Técnico Universitario | 2 - 1 | Imbabura        |  | Bellavista           | 12 de abril | 20:00 | No tiene       |
|  | River Plate EC        | 2 - 1 | UTC             |  | La Fortaleza         | 13 de abril | 10:00 | DirecTV Sports |
|  | Olmedo                | 3 - 0 | Mushuc Runa     |  | Olímpico (Riobamba)  | 13 de abril | 16:00 | No tiene       |
|  | Grecia                | 0 - 0 | Ferroviarios    |  | Los Chonanas         | 13 de abril | 16:00 | No tiene       |
|  | Aucas                 | 3 - 1 | Municipal Cañar |  | Chillogallo          | 14 de abril | 14:15 | Gama TV        |

|  | Mushuc Runa     | 2 - 1 | Aucas                 |  | Bellavista               | 19 de abril | 19:00 | No tiene       |
|  | Ferroviarios    | 3 - 2 | Deportivo Azogues     |  | Pablo Sandiford          | 20 de abril | 10:00 | DirecTV Sports |
|  | Espoli          | 0 - 1 | Imbabura              |  | Olímpico (Santo Domingo) | 20 de abril | 14:00 | No tiene       |
|  | Municipal Cañar | 2 - 0 | River Plate EC        |  | Municipal 26 de Enero    | 20 de abril | 15:00 | América Visión |
|  | UTC             | 0 - 2 | Técnico Universitario |  | Carlos Alberto Tamayo    | 20 de abril | 16:00 | No tiene       |
|  | Olmedo          | 1 - 0 | Grecia                |  | Olímpico (Riobamba)      | 20 de abril | 16:00 | No tiene       |

|  | Imbabura              | 0 - 1 | UTC             |  | Olímpico (Ibarra)    | 26 de abril | 19:00 | No tiene       |
|  | Deportivo Azogues     | 0 - 2 | Olmedo          |  | Jorge Andrade Cantos | 26 de abril | 19:30 | No tiene       |
|  | Técnico Universitario | 1 - 0 | Municipal Cañar |  | Bellavista           | 26 de abril | 20:00 | No tiene       |
|  | River Plate EC        | 1 - 0 | Espoli          |  | La Fortaleza         | 27 de abril | 10:00 | DirecTV Sports |
|  | Aucas                 | 1 - 0 | Ferroviarios    |  | Chillogallo          | 27 de abril | 14:00 | Gama TV        |
|  | Grecia                | 0 - 1 | Mushuc Runa     |  | Los Chonanas         | 27 de abril | 15:00 | No tiene       |

|  | Mushuc Runa     | 2 - 0 | Grecia                |  | Bellavista               | 3 de mayo | 19:00 | No tiene       |
|  | Espoli          | 1 - 1 | River Plate EC        |  | Olímpico (Santo Domingo) | 4 de mayo | 14:00 | No tiene       |
|  | Municipal Cañar | 5 - 2 | Técnico Universitario |  | Municipal 26 de Enero    | 4 de mayo | 15:00 | América Visión |
|  | UTC             | 1 - 2 | Imbabura              |  | Carlos Alberto Tamayo    | 4 de mayo | 16:00 | No tiene       |
|  | Olmedo          | 4 - 2 | Deportivo Azogues     |  | Olímpico (Riobamba)      | 4 de mayo | 16:00 | No tiene       |
|  | Ferroviarios    | 1 - 2 | Aucas                 |  | Pablo Sandiford          | 5 de mayo | 14:15 | DirecTV Sports |

|  | Imbabura              | 1 - 0 | Espoli          |  | Olímpico (Ibarra)    | 10 de mayo | 19:00 | No tiene       |
|  | Deportivo Azogues     | 1 - 0 | Ferroviarios    |  | Jorge Andrade Cantos | 10 de mayo | 19:30 | No tiene       |
|  | Técnico Universitario | 1 - 3 | UTC             |  | Bellavista           | 10 de mayo | 20:15 | No tiene       |
|  | River Plate EC        | 1 - 0 | Municipal Cañar |  | La Fortaleza         | 11 de mayo | 11:30 | DirecTV Sports |
|  | Grecia                | 2 - 3 | Olmedo          |  | Los Chonanas         | 11 de mayo | 16:00 | No tiene       |
|  | Aucas                 | 0 - 2 | Mushuc Runa     |  | Chillogallo          | 12 de mayo | 11:30 | Gama TV        |

|  | Imbabura        | 1 - 2 | Técnico Universitario |  | Olímpico (Ibarra)        | 17 de mayo | 19:00 | No tiene       |
|  | Ferroviarios    | 0 - 0 | Grecia                |  | Pablo Sandiford          | 18 de mayo | 10:00 | DirecTV Sports |
|  | Espoli          | 2 - 0 | Deportivo Azogues     |  | Olímpico (Santo Domingo) | 18 de mayo | 14:00 | No tiene       |
|  | Municipal Cañar | 1 - 0 | Aucas                 |  | Municipal 26 de Enero    | 18 de mayo | 15:00 | América Visión |
|  | UTC             | 0 - 0 | River Plate EC        |  | Carlos Alberto Tamayo    | 18 de mayo | 16:00 | No tiene       |
|  | Mushuc Runa     | 3 - 1 | Olmedo                |  | Bellavista               | 18 de mayo | 19:00 | No tiene       |

|  | Mushuc Runa       | 2 - 0 | Técnico Universitario |  | Bellavista           | 24 de mayo | 20:00 | No tiene       |
|  | River Plate EC    | 1 - 2 | Imbabura              |  | La Fortaleza         | 25 de mayo | 11:30 | DirecTV Sports |
|  | Grecia            | 2 - 0 | Municipal Cañar       |  | Los Chonanas         | 25 de mayo | 15:00 | No tiene       |
|  | Deportivo Azogues | 0 - 2 | UTC                   |  | Jorge Andrade Cantos | 26 de mayo | 11:30 | No tiene       |
|  | Aucas             | 3 - 1 | Espoli                |  | Chillogallo          | 26 de mayo | 11:30 | Gama TV        |
|  | Olmedo            | 2 - 1 | Ferroviarios          |  | Olímpico (Riobamba)  | 26 de mayo | 12:00 | No tiene       |

|  | Imbabura              | 3 - 0 | Deportivo Azogues |  | Olímpico (Ibarra)        | 31 de mayo | 19:00 | No tiene       |
|  | Espoli                | 1 - 0 | Grecia            |  | Olímpico (Santo Domingo) | 1 de junio | 14:00 | DirecTV Sports |
|  | Ferroviarios          | 0 - 3 | Mushuc Runa       |  | Pablo Sandiford          | 1 de junio | 15:00 | No tiene       |
|  | Municipal Cañar       | 1 - 7 | Olmedo            |  | Municipal 26 de Enero    | 1 de junio | 15:00 | No tiene       |
|  | Técnico Universitario | 2 - 2 | River Plate EC    |  | Bellavista               | 2 de junio | 12:00 | DirecTV Sports |
|  | UTC                   | 0 - 1 | Aucas             |  | Carlos Alberto Tamayo    | 2 de junio | 14:00 | Ecuador TV     |

|  | Ferroviarios      | 1 - 2 | River Plate EC        |  | Pablo Sandiford      | 8 de junio | 10:00 | DirecTV Sports |
|  | Olmedo            | 2 - 0 | Espoli                |  | Olímpico (Riobamba)  | 8 de junio | 16:00 | No tiene       |
|  | Grecia            | 0 - 1 | UTC                   |  | Los Chonanas         | 8 de junio | 16:00 | No tiene       |
|  | Deportivo Azogues | 0 - 2 | Técnico Universitario |  | Jorge Andrade Cantos | 8 de junio | 16:00 | No tiene       |
|  | Aucas             | 3 - 0 | Imbabura              |  | Chillogallo          | 9 de junio | 11:30 | Gama TV        |
|  | Mushuc Runa       | 1 - 0 | Municipal Cañar       |  | Bellavista           | 9 de junio | 13:30 | DirecTV Sports |

|  | Imbabura              | 3 - 0 | Grecia            |  | Olímpico (Ibarra)        | 14 de junio | 19:00 | No tiene       |
|  | River Plate EC        | 4 - 1 | Deportivo Azogues |  | La Fortaleza             | 15 de junio | 11:30 | DirecTV Sports |
|  | Espoli                | 1 - 0 | Mushuc Runa       |  | Olímpico (Santo Domingo) | 15 de junio | 14:00 | No tiene       |
|  | Municipal Cañar       | 2 - 1 | Ferroviarios      |  | Municipal 26 de Enero    | 15 de junio | 15:00 | No tiene       |
|  | Técnico Universitario | 1 - 1 | Aucas             |  | Bellavista               | 15 de junio | 16:00 | DirecTV Sports |
|  | UTC                   | 0 - 1 | Olmedo            |  | Carlos Alberto Tamayo    | 15 de junio | 16:00 | No tiene       |

|  | Aucas           | 2 - 0 | River Plate EC        |  | Chillogallo           | 19 de junio | 12:00 | Gama TV        |
|  | Ferroviarios    | 4 - 0 | Espoli                |  | Pablo Sandiford       | 19 de junio | 14:30 | DirecTV Sports |
|  | Municipal Cañar | 3 - 4 | Deportivo Azogues     |  | Municipal 26 de Enero | 19 de junio | 15:00 | No tiene       |
|  | Grecia          | 1 - 0 | Técnico Universitario |  | Los Chonanas          | 19 de junio | 16:00 | No tiene       |
|  | Olmedo          | 2 - 1 | Imbabura              |  | Olímpico (Riobamba)   | 19 de junio | 19:00 | No tiene       |
|  | Mushuc Runa     | 1 - 0 | UTC                   |  | Bellavista            | 19 de junio | 20:00 | No tiene       |

|  | River Plate EC        | 0 - 0 | Grecia          |  | La Fortaleza             | 22 de junio | 11:30 | DirecTV Sports |
|  | Técnico Universitario | 1 - 3 | Olmedo          |  | Bellavista               | 23 de junio | 11:00 | DirecTV Sports |
|  | Deportivo Azogues     | 1 - 2 | Aucas           |  | Jorge Andrade Cantos     | 23 de junio | 11:30 | No tiene       |
|  | Imbabura              | 2 - 1 | Mushuc Runa     |  | Olímpico (Ibarra)        | 23 de junio | 12:00 | No tiene       |
|  | UTC                   | 1 - 1 | Ferroviarios    |  | Carlos Alberto Tamayo    | 23 de junio | 12:30 | No tiene       |
|  | Espoli                | 0 - 0 | Municipal Cañar |  | Olímpico (Santo Domingo) | 23 de junio | 14:00 | No tiene       |

|  | Ferroviarios    | 0 - 0 | Técnico Universitario |  | Pablo Sandiford          | 29 de junio | 11:30 | DirecTV Sports |
|  | Espoli          | 4 - 0 | UTC                   |  | Olímpico (Santo Domingo) | 29 de junio | 14:00 | No tiene       |
|  | Grecia          | 1 - 0 | Deportivo Azogues     |  | Los Chonanas             | 29 de junio | 16:00 | No tiene       |
|  | Mushuc Runa     | 1 - 0 | River Plate EC        |  | Bellavista               | 29 de junio | 19:00 | No tiene       |
|  | Olmedo          | 2 - 2 | Aucas                 |  | Olímpico (Riobamba)      | 30 de junio | 12:00 | DirecTV Sports |
|  | Municipal Cañar | 2 - 2 | Imbabura              |  | Municipal 26 de Enero    | 30 de junio | 15:00 | No tiene       |

|  | River Plate EC        | 3 - 0 | Olmedo          |  | La Fortaleza          | 6 de julio | 11:30 | DirecTV Sports |
|  | Deportivo Azogues     | 1 - 2 | Mushuc Runa     |  | Jorge Andrade Cantos  | 6 de julio | 16:00 | No tiene       |
|  | UTC                   | 1 - 0 | Municipal Cañar |  | Carlos Alberto Tamayo | 6 de julio | 16:00 | No tiene       |
|  | Aucas                 | 4 - 0 | Grecia          |  | Chillogallo           | 7 de julio | 11:30 | Gama TV        |
|  | Imbabura              | 1 - 0 | Ferroviarios    |  | Olímpico (Ibarra)     | 7 de julio | 12:00 | No tiene       |
|  | Técnico Universitario | 1 - 0 | Espoli          |  | Bellavista            | 7 de julio | 12:00 | No tiene       |

## Segunda etapa

### Clasificación
| Pos. | Equipo                | Pts. | PJ | PG | PE | PP | GF | GC | Dif. |
| ---- | --------------------- | ---- | -- | -- | -- | -- | -- | -- | ---- |
| 1.º  | Olmedo                | 45   | 22 | 14 | 3  | 5  | 32 | 17 | 15   |
| 2.º  | Imbabura              | 41   | 22 | 11 | 8  | 3  | 33 | 21 | 12   |
| 3.º  | Técnico Universitario | 35   | 22 | 9  | 8  | 5  | 28 | 21 | 7    |
| 4.º  | Municipal Cañar       | 32   | 22 | 9  | 5  | 8  | 22 | 26 | −4   |
| 5.º  | River Plate Ecuador   | 31   | 22 | 7  | 10 | 5  | 28 | 23 | 5    |
| 6.º  | Mushuc Runa           | 30   | 22 | 7  | 9  | 6  | 22 | 27 | −5   |
| 7.º  | Aucas                 | 27   | 22 | 8  | 3  | 11 | 35 | 32 | 3    |
| 8.º  | Deportivo Azogues     | 27   | 22 | 6  | 9  | 7  | 31 | 35 | −4   |
| 9.º  | Espoli                | 24   | 22 | 6  | 6  | 10 | 22 | 29 | −7   |
| 10.º | Grecia                | 23   | 22 | 5  | 8  | 9  | 31 | 36 | −5   |
| 11.º | UTC                   | 22   | 22 | 6  | 4  | 12 | 28 | 32 | −4   |
| 12.º | Ferroviarios          | 19   | 22 | 4  | 7  | 11 | 24 | 35 | −11  |

### Evolución de la clasificación
| Equipo / Fecha        | 01 | 02 | 03 | 04 | 05 | 06 | 07 | 08 | 09 | 10 | 11 | 12 | 13 | 14 | 15 | 16 | 17 | 18 | 19 | 20 | 21 | 22 |
| --------------------- | -- | -- | -- | -- | -- | -- | -- | -- | -- | -- | -- | -- | -- | -- | -- | -- | -- | -- | -- | -- | -- | -- |
| Olmedo                | 4  | 1  | 1  | 1  | 1  | 1  | 1  | 1  | 1  | 1  | 1  | 1  | 1  | 1  | 1  | 1  | 1  | 1  | 1  | 1  | 1  | 1  |
| Imbabura              | 3  | 2  | 2  | 8  | 5  | 4  | 2  | 3  | 3  | 2  | 3  | 3  | 3  | 2  | 2  | 2  | 2  | 3  | 3  | 2  | 2  | 2  |
| Técnico Universitario | 6  | 3  | 3  | 7  | 3  | 3  | 3  | 4  | 4  | 4  | 4  | 4  | 4  | 3  | 3  | 3  | 3  | 2  | 2  | 3  | 3  | 3  |
| Municipal Cañar       | 10 | 8  | 8  | 4  | 8  | 8  | 7  | 8  | 9  | 10 | 11 | 10 | 10 | 11 | 12 | 10 | 11 | 9  | 8  | 6  | 5  | 4  |
| River Plate Ecuador   | 5  | 4  | 4  | 2  | 6  | 5  | 5  | 6  | 5  | 5  | 7  | 8  | 7  | 8  | 8  | 8  | 6  | 7  | 6  | 4  | 6  | 5  |
| Mushuc Runa           | 1  | 7  | 7  | 3  | 2  | 2  | 4  | 2  | 2  | 3  | 2  | 2  | 2  | 4  | 4  | 4  | 4  | 4  | 4  | 5  | 4  | 6  |
| Aucas                 | 11 | 6  | 6  | 10 | 7  | 7  | 9  | 9  | 10 | 7  | 5  | 5  | 5  | 5  | 5  | 6  | 8  | 6  | 5  | 8  | 8  | 7  |
| Deportivo Azogues     | 7  | 9  | 9  | 5  | 9  | 9  | 10 | 10 | 7  | 9  | 10 | 9  | 8  | 6  | 7  | 7  | 7  | 8  | 9  | 7  | 7  | 8  |
| Espoli                | 8  | 10 | 10 | 6  | 4  | 6  | 6  | 7  | 8  | 6  | 6  | 6  | 6  | 7  | 6  | 5  | 5  | 5  | 7  | 9  | 9  | 9  |
| Grecia                | 12 | 12 | 12 | 12 | 12 | 11 | 12 | 11 | 12 | 11 | 12 | 11 | 11 | 10 | 10 | 12 | 12 | 12 | 11 | 10 | 11 | 10 |
| UTC                   | 9  | 11 | 11 | 11 | 11 | 12 | 11 | 12 | 11 | 12 | 9  | 12 | 12 | 12 | 9  | 11 | 9  | 10 | 10 | 11 | 10 | 11 |
| Ferroviarios          | 2  | 5  | 5  | 9  | 10 | 10 | 8  | 5  | 6  | 8  | 8  | 7  | 9  | 9  | 11 | 9  | 10 | 11 | 12 | 12 | 12 | 12 |

### Resultados
|  | Espoli            | 1 - 2 | River Plate EC        |  | Olímpico (Santo Domingo) | 13 de julio | 14:00 | No tiene       |
|  | Deportivo Azogues | 2 - 2 | Técnico Universitario |  | Jorge Andrade Cantos     | 13 de julio | 16:00 | No tiene       |
|  | Olmedo            | 2 - 0 | Municipal Cañar       |  | Olímpico (Riobamba)      | 13 de julio | 16:00 | DirecTV Sports |
|  | UTC               | 1 - 3 | Imbabura              |  | Carlos Alberto Tamayo    | 13 de julio | 16:00 | No tiene       |
|  | Mushuc Runa       | 5 - 2 | Grecia                |  | Bellavista               | 13 de julio | 20:00 | No tiene       |
|  | Ferroviarios      | 5 - 2 | Aucas                 |  | Pablo Sandiford          | 14 de julio | 11:30 | DirecTV Sports |

|  | Técnico Universitario | 2 - 1 | UTC               |  | Bellavista            | 19 de julio | 20:00 | No tiene       |
|  | River Plate EC        | 1 - 1 | Deportivo Azogues |  | La Fortaleza          | 20 de julio | 11:00 | DirecTV Sports |
|  | Municipal Cañar       | 3 - 2 | Ferroviarios      |  | Municipal 26 de Enero | 20 de julio | 15:00 | No tiene       |
|  | Imbabura              | 0 - 0 | Espoli            |  | Olímpico (Ibarra)     | 20 de julio | 16:00 | No tiene       |
|  | Grecia                | 2 - 3 | Olmedo            |  | Los Chonanas          | 20 de julio | 16:00 | No tiene       |
|  | Aucas                 | 4 - 0 | Mushuc Runa       |  | Chillogallo           | 21 de julio | 11:30 | Gama TV        |

|  | Ferroviarios      | 0 - 0 | Grecia                |  | Pablo Sandiford          | 24 de julio | 11:30 | DirecTV Sports |
|  | Espoli            | 0 - 0 | Municipal Cañar       |  | Olímpico (Santo Domingo) | 24 de julio | 15:00 | No tiene       |
|  | UTC               | 0 - 0 | River Plate EC        |  | Carlos Alberto Tamayo    | 24 de julio | 16:00 | No tiene       |
|  | Imbabura          | 1 - 1 | Técnico Universitario |  | Olímpico (Ibarra)        | 24 de julio | 19:00 | No tiene       |
|  | Deportivo Azogues | 1 - 1 | Aucas                 |  | Jorge Andrade Cantos     | 24 de julio | 19:30 | No tiene       |
|  | Mushuc Runa       | 1 - 1 | Olmedo                |  | Bellavista               | 24 de julio | 20:00 | DirecTV Sports |

|  | Aucas           | 0 - 2 | Espoli                |  | Chillogallo           | 28 de julio | 11:30 | Gama TV        |
|  | River Plate EC  | 3 - 1 | Imbabura              |  | La Fortaleza          | 28 de julio | 11:30 | DirecTV Sports |
|  | Mushuc Runa     | 2 - 1 | Técnico Universitario |  | Bellavista            | 28 de julio | 12:00 | No tiene       |
|  | Olmedo          | 2 - 1 | Ferroviarios          |  | Olímpico (Riobamba)   | 28 de julio | 12:00 | No tiene       |
|  | Grecia          | 1 - 3 | Deportivo Azogues     |  | Los Chonanas          | 28 de julio | 14:15 | No tiene       |
|  | Municipal Cañar | 1 - 0 | UTC                   |  | Municipal 26 de Enero | 28 de julio | 15:00 | No tiene       |

|  | Imbabura              | 2 - 1 | Municipal Cañar |  | Olímpico (Ibarra)        | 2 de agosto | 19:00 | No tiene       |
|  | Ferroviarios          | 1 - 2 | Mushuc Runa     |  | Pablo Sandiford          | 3 de agosto | 12:00 | DirecTV Sports |
|  | Espoli                | 1 - 0 | Grecia          |  | Olímpico (Santo Domingo) | 3 de agosto | 14:00 | No tiene       |
|  | Deportivo Azogues     | 0 - 5 | Olmedo          |  | Jorge Andrade Cantos     | 3 de agosto | 16:15 | DirecTV Sports |
|  | Técnico Universitario | 3 - 1 | River Plate EC  |  | Bellavista               | 4 de agosto | 12:00 | No tiene       |
|  | UTC                   | 1 - 2 | Aucas           |  | Carlos Alberto Tamayo    | 4 de agosto | 14:00 | DirecTV Sports |

|  | Mushuc Runa     | 4 - 1 | Deportivo Azogues     |  | Bellavista            | 9 de agosto      | 19:30 | No tiene       |
|  | Municipal Cañar | 0 - 2 | Técnico Universitario |  | Municipal 26 de Enero | 10 de agosto     | 15:00 | No tiene       |
|  | Olmedo          | 2 - 1 | Espoli                |  | Olímpico (Riobamba)   | 10 de agosto     | 16:00 | No tiene       |
|  | Grecia          | 2 - 1 | UTC                   |  | Los Chonanas          | 10 de agosto     | 16:00 | No tiene       |
|  | Aucas           | 2 - 3 | Imbabura              |  | Chillogallo           | 11 de agosto     | 11:30 | Gama TV        |
|  | Ferroviarios    | 1 - 1 | River Plate EC        |  | Pablo Sandiford       | 25 de septiembre | 15:00 | DirecTV Sports |

|  | Imbabura              | 3 - 0 | Grecia          |  | Olímpico (Ibarra)        | 16 de agosto | 19:00 | No tiene       |
|  | Técnico Universitario | 1 - 0 | Aucas           |  | Bellavista               | 16 de agosto | 20:00 | No tiene       |
|  | River Plate EC        | 2 - 2 | Municipal Cañar |  | La Fortaleza             | 17 de agosto | 11:30 | DirecTV Sports |
|  | Espoli                | 0 - 0 | Mushuc Runa     |  | Olímpico (Santo Domingo) | 17 de agosto | 15:00 | DirecTV Sports |
|  | Deportivo Azogues     | 1 - 2 | Ferroviarios    |  | Jorge Andrade Cantos     | 18 de agosto | 11:30 | No tiene       |
|  | UTC                   | 2 - 0 | Olmedo          |  | Carlos Alberto Tamayo    | 18 de agosto | 14:00 | No tiene       |

|  | Grecia            | 0 - 0 | Técnico Universitario |  | Los Chonanas         | 24 de agosto | 14:15 | No tiene       |
|  | Deportivo Azogues | 1 - 1 | Municipal Cañar       |  | Jorge Andrade Cantos | 24 de agosto | 16:00 | No tiene       |
|  | Mushuc Runa       | 2 - 1 | UTC                   |  | Bellavista           | 24 de agosto | 19:30 | No tiene       |
|  | Aucas             | 1 - 1 | River Plate EC        |  | Chillogallo          | 25 de agosto | 11:30 | Gama TV        |
|  | Ferroviarios      | 2 - 0 | Espoli                |  | Pablo Sandiford      | 25 de agosto | 11:30 | DirecTV Sports |
|  | Olmedo            | 0 - 0 | Imbabura              |  | Olímpico (Riobamba)  | 25 de agosto | 12:00 | No tiene       |

|  | Imbabura              | 1 - 1 | Mushuc Runa       |  | Olímpico (Ibarra)        | 30 de agosto     | 19:00 | No tiene       |
|  | Técnico Universitario | 0 - 1 | Olmedo            |  | Bellavista               | 30 de agosto     | 20:00 | DirecTV Sports |
|  | Espoli                | 1 - 2 | Deportivo Azogues |  | Olímpico (Santo Domingo) | 31 de agosto     | 15:30 | No tiene       |
|  | UTC                   | 2 - 0 | Ferroviarios      |  | Carlos Alberto Tamayo    | 31 de agosto     | 16:00 | No tiene       |
|  | River Plate EC        | 1 - 1 | Grecia            |  | La Fortaleza             | 1 de septiembre  | 11:30 | DirecTV Sports |
|  | Municipal Cañar       | 0 - 2 | Aucas             |  | Municipal 26 de Enero    | 18 de septiembre | 15:00 | No tiene       |

|  | Mushuc Runa       | 0 - 0 | River Plate EC        |  | Bellavista               | 6 de septiembre | 19:00 | No tiene       |
|  | Deportivo Azogues | 0 - 1 | Imbabura              |  | Jorge Andrade Cantos     | 7 de septiembre | 13:00 | DirecTV Sports |
|  | Grecia            | 4 - 2 | Municipal Cañar       |  | Los Chonanas             | 7 de septiembre | 14:30 | No tiene       |
|  | Espoli            | 3 - 2 | UTC                   |  | Olímpico (Santo Domingo) | 7 de septiembre | 15:30 | DirecTV Sports |
|  | Olmedo            | 0 - 1 | Aucas                 |  | Olímpico (Riobamba)      | 8 de septiembre | 12:00 | DirecTV Sports |
|  | Ferroviarios      | 0 - 1 | Técnico Universitario |  | Pablo Sandiford          | 8 de septiembre | 12:00 | DirecTV Sports |

|  | Imbabura              | 1 - 1 | Ferroviarios      |  | Olímpico (Ibarra)     | 13 de septiembre | 19:00 | No tiene       |
|  | Técnico Universitario | 1 - 1 | Espoli            |  | Bellavista            | 13 de septiembre | 20:00 | No tiene       |
|  | River Plate EC        | 0 - 1 | Olmedo            |  | La Fortaleza          | 14 de septiembre | 11:30 | DirecTV Sports |
|  | Municipal Cañar       | 0 - 1 | Mushuc Runa       |  | Municipal 26 de Enero | 14 de septiembre | 15:00 | No tiene       |
|  | UTC                   | 3 - 1 | Deportivo Azogues |  | Carlos Alberto Tamayo | 14 de septiembre | 16:00 | No tiene       |
|  | Aucas                 | 2 - 0 | Grecia            |  | Chillogallo           | 15 de septiembre | 11:30 | Gama TV        |

|  | Ferroviarios      | 2 - 2 | Imbabura              |  | Pablo Sandiford          | 21 de septiembre | 15:00 | DirecTV Sports |
|  | Espoli            | 2 - 1 | Técnico Universitario |  | Olímpico (Santo Domingo) | 21 de septiembre | 15:30 | No tiene       |
|  | Deportivo Azogues | 2 - 1 | UTC                   |  | Jorge Andrade Cantos     | 21 de septiembre | 15:30 | No tiene       |
|  | Olmedo            | 2 - 0 | River Plate EC        |  | Olímpico (Riobamba)      | 21 de septiembre | 16:00 | DirecTV Sports |
|  | Mushuc Runa       | 0 - 1 | Municipal Cañar       |  | Bellavista               | 22 de septiembre | 11:30 | No tiene       |
|  | Grecia            | 2 - 1 | Aucas                 |  | Los Chonanas             | 22 de septiembre | 14:00 | DirecTV Sports |

|  | River Plate EC        | 0 - 0 | Mushuc Runa       |  | La Fortaleza          | 28 de septiembre | 11:15 | DirecTV Sports |
|  | Imbabura              | 2 - 2 | Deportivo Azogues |  | Olímpico (Ibarra)     | 28 de septiembre | 16:00 | No tiene       |
|  | UTC                   | 1 - 1 | Espoli            |  | Carlos Alberto Tamayo | 28 de septiembre | 16:00 | No tiene       |
|  | Aucas                 | 2 - 3 | Olmedo            |  | Chillogallo           | 29 de septiembre | 11:30 | Gama TV        |
|  | Técnico Universitario | 1 - 0 | Ferroviarios      |  | Bellavista            | 29 de septiembre | 11:30 | No tiene       |
|  | Municipal Cañar       | 1 - 1 | Grecia            |  | Municipal 26 de Enero | 29 de septiembre | 12:00 | No tiene       |

|  | Deportivo Azogues | 4 - 0 | Espoli                |  | Jorge Andrade Cantos | 5 de octubre | 15:30 | No tiene       |
|  | Olmedo            | 0 - 1 | Técnico Universitario |  | Olímpico (Riobamba)  | 5 de octubre | 16:00 | No tiene       |
|  | Grecia            | 1 - 1 | River Plate EC        |  | Los Chonanas         | 5 de octubre | 16:00 | DirecTV Sports |
|  | Mushuc Runa       | 0 - 2 | Imbabura              |  | Bellavista           | 5 de octubre | 19:00 | No tiene       |
|  | Aucas             | 5 - 0 | Municipal Cañar       |  | Chillogallo          | 6 de octubre | 11:30 | Gama TV        |
|  | Ferroviarios      | 1 - 1 | UTC                   |  | Pablo Sandiford      | 6 de octubre | 11:30 | DirecTV Sports |

|  | Espoli                | 2 - 0 | Ferroviarios      |  | Olímpico (Santo Domingo) | 12 de octubre | 14:00 | No tiene       |
|  | Municipal Cañar       | 0 - 1 | Deportivo Azogues |  | Municipal 26 de Enero    | 12 de octubre | 15:00 | No tiene       |
|  | River Plate EC        | 2 - 0 | S.D. Aucas        |  | La Fortaleza             | 12 de octubre | 15:30 | DirecTV Sports |
|  | Técnico Universitario | 2 - 2 | Grecia            |  | Bellavista               | 12 de octubre | 16:00 | No tiene       |
|  | UTC                   | 2 - 0 | Mushuc Runa       |  | Carlos Alberto Tamayo    | 12 de octubre | 16:10 | No tiene       |
|  | Imbabura              | 1 - 1 | Olmedo            |  | Olímpico (Ibarra)        | 12 de octubre | 19:00 | DirecTV Sports |

|  | Mushuc Runa     | 1 - 1 | Espoli                |  | Bellavista            | 18 de octubre | 19:00 | No tiene       |
|  | Grecia          | 0 - 1 | Imbabura              |  | Los Chonanas          | 19 de octubre | 14:00 | No tiene       |
|  | Ferroviarios    | 3 - 1 | Deportivo Azogues     |  | Pablo Sandiford       | 19 de octubre | 15:00 | DirecTV Sports |
|  | Municipal Cañar | 1 - 0 | River Plate EC        |  | Municipal 26 de Enero | 19 de octubre | 15:00 | No tiene       |
|  | Olmedo (A)      | 1 - 0 | UTC                   |  | Olímpico (Riobamba)   | 19 de octubre | 16:00 | No tiene       |
|  | Aucas           | 1 - 3 | Técnico Universitario |  | Chillogallo           | 20 de octubre | 11:30 | Gama TV        |

|  | Imbabura              | 1 - 0 | Aucas           |  | Olímpico (Ibarra)        | 25 de octubre | 19:00 | No tiene       |
|  | River Plate EC        | 2 - 0 | Ferroviarios    |  | La Fortaleza             | 26 de octubre | 11:30 | DirecTV Sports |
|  | Espoli                | 1 - 0 | Olmedo          |  | Olímpico (Santo Domingo) | 26 de octubre | 15:00 | DirecTV Sports |
|  | UTC                   | 5 - 2 | Grecia          |  | Carlos Alberto Tamayo    | 26 de octubre | 15:00 | No tiene       |
|  | Deportivo Azogues     | 1 - 1 | Mushuc Runa     |  | Jorge Andrade Cantos     | 26 de octubre | 15:30 | No tiene       |
|  | Técnico Universitario | 0 - 0 | Municipal Cañar |  | Bellavista               | 26 de octubre | 16:00 | No tiene       |

|  | Mushuc Runa     | 1 - 1 | Ferroviarios          |  | Bellavista            | 1 de noviembre | 19:30 | No tiene       |
|  | Municipal Cañar | 1 - 0 | Imbabura              |  | Municipal 26 de Enero | 2 de noviembre | 15:00 | No tiene       |
|  | River Plate EC  | 1 - 3 | Técnico Universitario |  | La Fortaleza          | 2 de noviembre | 15:30 | DirecTV Sports |
|  | Grecia          | 2 - 0 | Espoli                |  | Los Chonanas          | 2 de noviembre | 16:00 | No tiene       |
|  | Aucas           | 2 - 2 | UTC                   |  | Chillogallo           | 3 de noviembre | 11:30 | Gama TV        |
|  | Olmedo          | 2 - 1 | Deportivo Azogues     |  | Olímpico (Riobamba)   | 3 de noviembre | 12:00 | DirecTV Sports |

|  | UTC                   | 0 - 1 | Municipal Cañar |  | Carlos Alberto Tamayo    | 8 de noviembre | 15:00 | No tiene       |
|  | Imbabura              | 0 - 2 | River Plate EC  |  | Olímpico (Ibarra)        | 8 de noviembre | 19:00 | DirecTV Sports |
|  | Deportivo Azogues     | 0 - 0 | Grecia          |  | Jorge Andrade Cantos     | 9 de noviembre | 14:30 | No tiene       |
|  | Espoli                | 0 - 1 | Aucas           |  | Olímpico (Santo Domingo) | 9 de noviembre | 15:00 | No tiene       |
|  | Ferroviarios          | 0 - 1 | Olmedo          |  | Pablo Sandiford          | 9 de noviembre | 15:00 | DirecTV Sports |
|  | Técnico Universitario | 0 - 0 | Mushuc Runa     |  | Bellavista               | 9 de noviembre | 16:30 | No tiene       |

|  | Municipal Cañar       | 2 - 1 | Espoli            |  | Municipal 26 de Enero | 13 de noviembre | 14:00 | No tiene       |
|  | Aucas                 | 1 - 3 | Deportivo Azogues |  | Chillogallo           | 13 de noviembre | 15:00 | DirecTV Sports |
|  | River Plate EC        | 3 - 0 | UTC               |  | La Fortaleza          | 13 de noviembre | 15:30 | DirecTV Sports |
|  | Grecia                | 1 - 1 | Ferroviarios      |  | Los Chonanas          | 13 de noviembre | 16:10 | No tiene       |
|  | Olmedo                | 1 - 0 | Mushuc Runa       |  | Olímpico (Riobamba)   | 13 de noviembre | 19:00 | No tiene       |
|  | Técnico Universitario | 1 - 3 | Imbabura          |  | Bellavista            | 13 de noviembre | 19:30 | No tiene       |

|  | Deportivo Azogues | 2 - 2 | River Plate EC        |  | Jorge Andrade Cantos     | 17 de noviembre | 11:30 | No tiene       |
|  | Olmedo            | 4 - 1 | Grecia                |  | Olímpico (Riobamba)      | 17 de noviembre | 12:00 | DirecTV Sports |
|  | UTC               | 2 - 1 | Técnico Universitario |  | Carlos Alberto Tamayo    | 17 de noviembre | 12:00 | No tiene       |
|  | Mushuc Runa       | 1 - 0 | Aucas                 |  | Bellavista               | 17 de noviembre | 12:00 | No tiene       |
|  | Espoli            | 2 - 3 | Imbabura              |  | Olímpico (Santo Domingo) | 17 de noviembre | 15:00 | DirecTV Sports |
|  | Ferroviarios      | 0 - 3 | Municipal Cañar       |  | Pablo Sandiford          | 17 de noviembre | 15:00 | No tiene       |

|  | Imbabura              | 2 - 0 | UTC               |  | Olímpico (Ibarra)     | 22 de noviembre | 19:00 | No tiene       |
|  | River Plate EC        | 3 - 2 | Espoli            |  | La Fortaleza          | 23 de noviembre | 12:00 | DirecTV Sports |
|  | Municipal Cañar       | 2 - 0 | Olmedo            |  | Municipal 26 de Enero | 23 de noviembre | 15:00 | No tiene       |
|  | Grecia                | 6 - 0 | Mushuc Runa       |  | Los Chonanas          | 23 de noviembre | 16:00 | No tiene       |
|  | Técnico Universitario | 1 - 1 | Deportivo Azogues |  | Bellavista            | 23 de noviembre | 16:00 | No tiene       |
|  | Aucas                 | 5 - 1 | Ferroviarios      |  | Chillogallo           | 24 de noviembre | 12:00 | Gama TV        |

## Tabla acumulada

### Clasificación
| Pos. | Equipo                | Pts. | PJ | PG | PE | PP | GF | GC | Dif. |
| ---- | --------------------- | ---- | -- | -- | -- | -- | -- | -- | ---- |
| 1.º  | Olmedo (C)            | 92   | 44 | 29 | 5  | 10 | 76 | 43 | 33   |
| 2.º  | Mushuc Runa           | 81   | 44 | 24 | 9  | 11 | 52 | 44 | 8    |
| 3.º  | Imbabura              | 74   | 44 | 21 | 11 | 12 | 63 | 47 | 16   |
| 4.º  | Aucas                 | 69   | 44 | 21 | 6  | 17 | 69 | 53 | 16   |
| 5.º  | River Plate Ecuador   | 68   | 44 | 18 | 14 | 12 | 57 | 43 | 14   |
| 6.º  | Técnico Universitario | 65   | 44 | 17 | 14 | 13 | 60 | 53 | 7    |
| 7.º  | Municipal Cañar       | 56   | 44 | 16 | 8  | 20 | 48 | 60 | −12  |
| 8.º  | Espoli                | 49   | 44 | 13 | 10 | 21 | 44 | 55 | −11  |
| 9.º  | UTC                   | 48   | 44 | 13 | 9  | 22 | 48 | 57 | −9   |
| 10.º | Deportivo Azogues     | 46   | 44 | 11 | 13 | 20 | 49 | 70 | −21  |
| 11.º | Grecia                | 45   | 44 | 11 | 12 | 21 | 44 | 64 | −20  |
| 12.º | Ferroviarios          | 37   | 44 | 8  | 13 | 23 | 47 | 68 | −21  |

|  | Ascendidos a la Serie A 2014.            |
|  | Descendidos a la Segunda Categoría 2014. |

### Evolución de la clasificación
| Equipo / Fecha        | 23 | 24 | 25 | 26 | 27 | 28 | 29 | 30 | 31 | 32 | 33 | 34 | 35 | 36 | 37 | 38 | 39 | 40 | 41 | 42 | 43 | 44 |
| --------------------- | -- | -- | -- | -- | -- | -- | -- | -- | -- | -- | -- | -- | -- | -- | -- | -- | -- | -- | -- | -- | -- | -- |
| Olmedo                | 2  | 2  | 2  | 2  | 2  | 2  | 2  | 2  | 2  | 2  | 2  | 1  | 1  | 1  | 1  | 1  | 1  | 1  | 1  | 1  | 1  | 1  |
| Mushuc Runa           | 1  | 1  | 1  | 1  | 1  | 1  | 1  | 1  | 1  | 1  | 1  | 2  | 2  | 2  | 2  | 2  | 2  | 2  | 2  | 2  | 2  | 2  |
| Imbabura              | 5  | 5  | 5  | 5  | 5  | 5  | 4  | 5  | 5  | 4  | 4  | 4  | 4  | 4  | 4  | 4  | 3  | 4  | 5  | 3  | 3  | 3  |
| Aucas                 | 3  | 3  | 3  | 3  | 3  | 3  | 3  | 3  | 3  | 3  | 3  | 3  | 3  | 3  | 3  | 3  | 4  | 5  | 3  | 4  | 4  | 4  |
| River Plate EC        | 4  | 4  | 4  | 4  | 4  | 4  | 5  | 4  | 4  | 5  | 6  | 6  | 6  | 6  | 6  | 6  | 6  | 6  | 6  | 5  | 5  | 5  |
| Técnico Universitario | 6  | 6  | 6  | 6  | 6  | 6  | 6  | 6  | 6  | 6  | 5  | 5  | 5  | 5  | 5  | 5  | 5  | 3  | 4  | 3  | 6  | 6  |
| Municipal Cañar       | 9  | 8  | 8  | 9  | 8  | 8  | 8  | 8  | 9  | 9  | 9  | 9  | 9  | 9  | 11 | 9  | 9  | 9  | 9  | 9  | 7  | 7  |
| Espoli                | 8  | 7  | 7  | 7  | 7  | 7  | 7  | 7  | 7  | 7  | 7  | 7  | 7  | 7  | 7  | 7  | 7  | 7  | 7  | 7  | 8  | 8  |
| UTC                   | 7  | 9  | 9  | 8  | 9  | 9  | 9  | 9  | 8  | 8  | 8  | 8  | 8  | 8  | 8  | 8  | 8  | 8  | 8  | 8  | 9  | 9  |
| Deportivo Azogues     | 12 | 11 | 11 | 10 | 10 | 11 | 12 | 12 | 10 | 11 | 12 | 11 | 11 | 10 | 9  | 10 | 10 | 10 | 10 | 10 | 10 | 10 |
| Grecia                | 10 | 10 | 10 | 11 | 11 | 10 | 11 | 11 | 12 | 10 | 10 | 10 | 10 | 11 | 10 | 11 | 11 | 11 | 11 | 11 | 11 | 11 |
| Ferroviarios          | 11 | 12 | 12 | 12 | 12 | 12 | 10 | 10 | 11 | 12 | 11 | 12 | 12 | 12 | 12 | 12 | 12 | 12 | 12 | 12 | 12 | 12 |

### Campeón
|                                                             |
|                                                             |
| Centro Deportivo Olmedo 3.er título Ascendió a la Serie A   |
| También ascendió Mushuc Runa Sporting Club como subcampeón. |

## Goleadores
- Actualizado el 25 de noviembre de 2013

| Jugador          | Equipo                | Goles |
| ---------------- | --------------------- | ----- |
| Daniel Néculman  | Olmedo                | 29    |
| Leandro Pantoja  | Imbabura              | 21    |
| José Luis Flecha | Deportivo Azogues     | 19    |
| Diego Armas      | Espoli                | 16    |
| Deny Giler       | River Plate EC        | 14    |
| David Vilela     | Municipal Cañar       | 13    |
| Gustavo Figueroa | Aucas                 | 13    |
| Bryan Rodríguez  | Mushuc Runa           | 11    |
| Francisco Mera   | Imbabura              | 10    |
| Lauro Cazal      | Técnico Universitario | 10    |